# История футбольного клуба «Ливерпуль» (1959—1985)

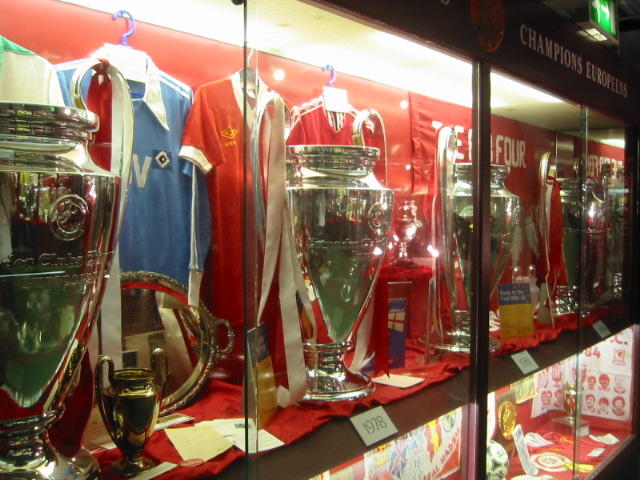
Копии четырёх Кубков европейских чемпионов, выигранных «Ливерпулем» с 1977 по 1984 год, в клубном музеи

История футбольного клуба «Ливерпуль» с 1959 по 1985 годы охватывает период от назначения Билла Шенкли на пост главного тренера команды и до катастрофы на «Эйзеле».
На момент назначения Шенкли главным тренером, «красные» находились во втором дивизионе. Он перестроил команду, в состав которой входили 24 футболиста. Также стал основателем «Бутрум», переоборудовав складское помещение для обуви, в тренерскую комнату для обсуждения стратегий матчей. Назначение Шенкли привело к возрождению «Ливерпуля», когда команда вышла в Первый дивизион, победив во Втором дивизионе в сезоне 1961/62. Спустя два года клуб выиграл первый чемпионат с сезона 1946/47, и впервые вышел в еврокубки. В следующем сезоне команда выиграла первый Кубок Англии. В сезоне 1965/66 «Ливерпуль» победил в чемпионате, но потом не побеждал в турнире вплоть до сезона 1972/73, когда команда сделала дубль, победив в чемпионате и Кубке УЕФА. Это был первый европейский трофей. В следующем сезоне «Ливерпуль» выиграл Кубок Англии, который стал последним трофеем для Билла Шенкли, в качестве главного тренера команды. Тренером стал его ассистент Боб Пейсли.
С назначением Пейсли, начался самый успешный период в истории клуба. «Ливерпуль» занял второе место в сезоне 1974/75, а уже в следующем Пейсли выиграл чемпионат и Кубок УЕФА. В сезоне 1976/77 «Ливерпуль» выиграл кубок чемпионов и сохранив звания чемпиона Англии. Позже команда выигрывала чемпионат в сезонах 1978/79 и 1979/80. В 1981 году «Ливерпуль» выиграл свой третий кубок чемпионов, переиграв в финале мадридский «Реал» со счётом 1:0. Пейсли выиграл ещё один титул чемпиона Англии, а по окончании сезона 1982/83, ушел на отставку. Его сменил ассистент Джо Фэган. За время прибывания Пейсли на посту главного тренера, «красные» выиграли 21 трофей.
В первом же сезоне Фэган установил беспрецедентный рекорд, выиграв требл: команда третий год подряд победила в чемпионате, четвёртый год подряд в Кубке лиги и четвёртый раз за семь лет, победила в Кубке чемпионов. В финале переиграв «Рому». Следующей сезон был менее успешным, а «Ливерпуль» был вовлечен в одну из страшнейших футбольных катастроф, когда болельщики «красных» перебрались через заградительные ограждения, разделяющие фанатов двух клубов. Это вызвало панику болельщиков «Ювентуса», в результате чего была обрушена опорная стена и погибло 39 фанатов, в основном итальянцев. Инцидент стал известен как «Трагедия на Эйзеле», а английские клубы были отстранены на 5 лет из еврокубков, «Ливерпуль» на 6 (изначально 10).

## Перестройка
Билл Шенкли возглавил «Ливерпуль» в середине сезона 1959/60, когда клуб находился во Втором дивизионе. В первом сезоне под руководством Шенкли, дебютировало два игрока. Иан Каллаган, впоследствии сыгравшем наибольшее количество игр за клуб. И Роджер Хант, ставшем лучшем бомбардиром «Ливерпуля» в чемпионатах Англии. Несмотря на появления Шенкли, команда не была посредственной, заняв 3-е место не позволившее сразу выйти Первый Дивизион. Шенкли стал думать, каких игроков оставить для улучшения результатов. В итоге к концу своего первого сезона, команду покинули все 24 футболиста игравшие до этого за клуб. Также Шенкли сохранил комнату для персонала и переоборудовал складское помещения для хранения обуви в тренерскую комнату для обсуждения стратегий матчей, впоследствии получившую название «Бутрум» и ставшую неотъемлемой частью будущих успеха клуба.

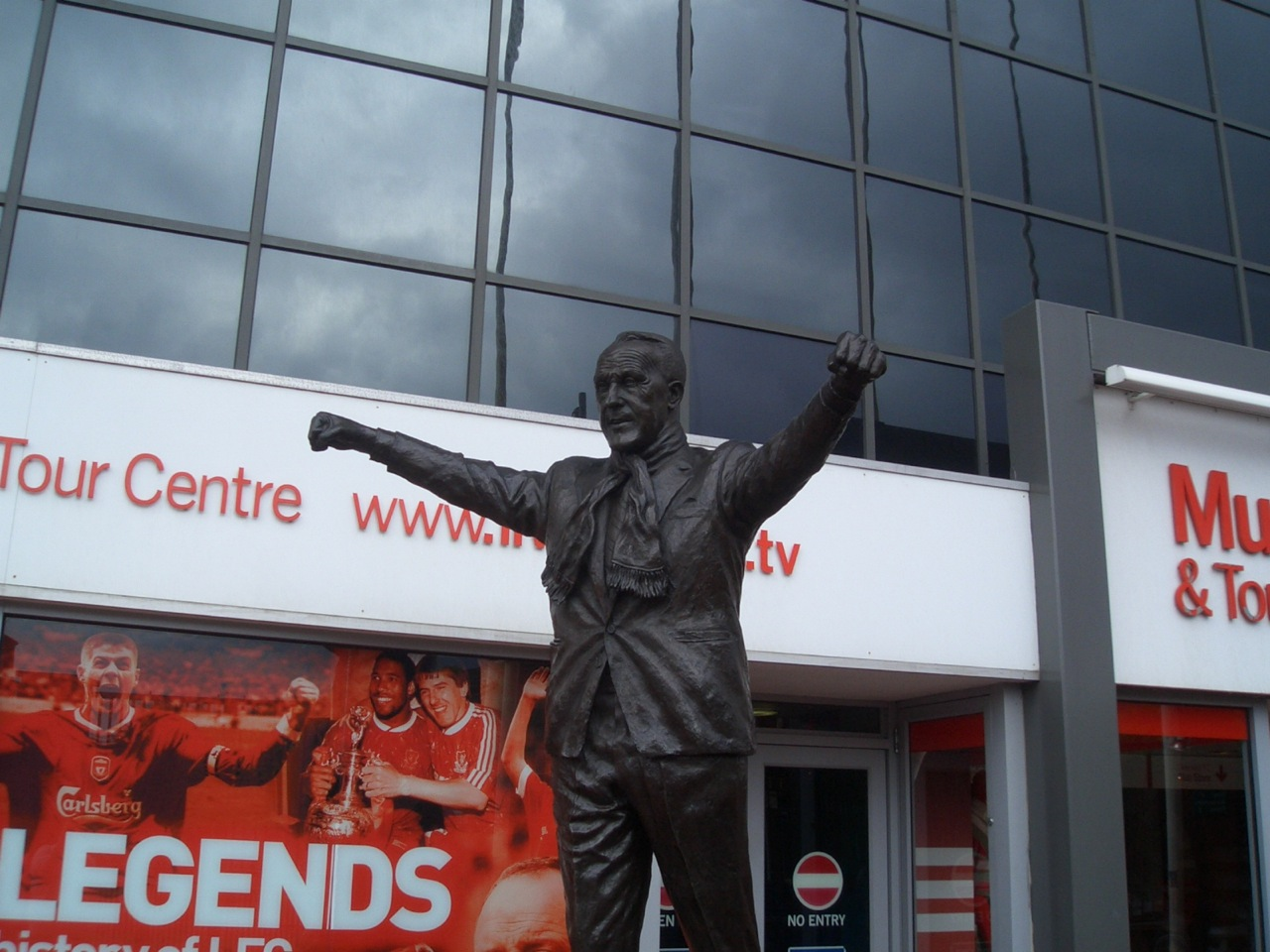
Статуя Билла Шенкли возле «Энфилда». Шенкли выиграл первый титул чемпиона Англии с 1947 года.

В следующем сезоне команда снова заняла 3-е место, не позволившие снова вернуться в высший дивизион. Несмотря на 14 игр без поражений и всего 5 поражений. Спустя сезон, подписания Иана Сент-Джона и Рона Йейтса помогли выйти в Первый дивизион, при этом команда выиграла Второй дивизион с 62-я очками, и не проиграв не одного матча на «Энфилде» в течение сезона. В сезоне 1962/63, «Ливерпуль» вернулся в Первый дивизион впервые за восемь лет. Несмотря на провальный старт в чемпионате, по ходу сезона «красные» улучшили результаты. В том числе и выдав беспроигрышную серию и к марту выйдя на 4-е место. В Кубке Англии «Ливерпуль» впервые с 1950 года дошел до полуфинала, где уступил 0:1 «Лестер Сити». В конце сезона результаты «красных» в чемпионате ухудшились, включая разгромное поражение 7:2 от «Тоттенхэма». В результате заняв лишь 8-е место.
В следующем сезоне, перестройка команды начатая Шенкли дала свой результаты. В межсезонье был подписан Питер Томпсон, что позволило использовать всю ширину поля, которой не хватала в предыдущего годы. В сезоне 1963/64, «красные» очень плохо стартовали, набрав всего 9 очков в 9 играх. Но первая победа с 1950 года в дерби над «Эвертоном» со счётом 2:1, послужила катализатором улучшения результатов «Ливерпуля». Набрав следующих 30 играх 47 очков, «красные» выиграли свой шестой титул чемпиона Англии. Успехи команды по способствовали улучшению домашний посещаемости более чем 50 тысяч. Также звуковая поддержка болельщиков стала более активная, а благодаря фанатской трибуне «Коп». Гимном клуба стала песня: «You’ll Never Walk Alone».
Благодаря победе в чемпионате, Ливерпуль впервые квалифицировался в еврокубке. В сезоне 1964/65, красные играли в Кубке европейских чемпионов, дошли до полуфинала. Проиграв по сумме двух матчей миланскому «Интеру». Но игра не обошлась без скандала, Шенкли обвинил судей в предвзятости к итальянцем, которые позволили забить один гол не по правилам. Столь хорошие результаты в Европе, были подкреплены и хорошей игрой в Кубке Англии, где команда дошла до финала. В решающий игре предстояло сыграть с «Лидсом». Основное время матча закончилось без забитых мячей, в дополнительное время счёт открыл Хант, но «Лидс» быстро отыграл. Гол Сент-Джона принес победу в матче, а также позволил впервые в истории клуба победить в Кубке Англии. Несмотря на не плохие результаты в кубковых турнирах, в чемпионате «Ливерпуль» оказался лишь 7-м.

## Новый взлет и новые успехи

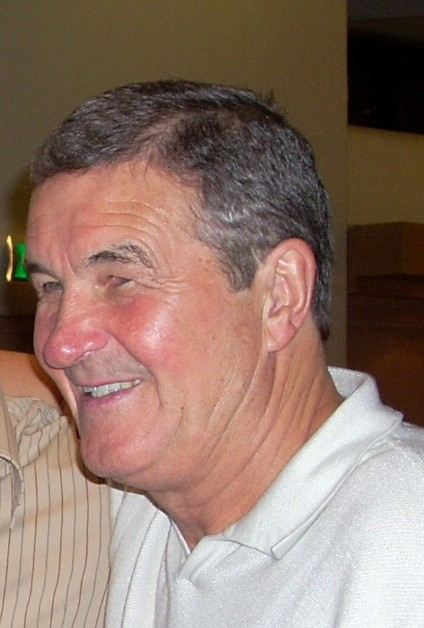
Рон Йейтс, капитан Ливерпуля с 1961 по 1970 год.

Победа в Кубке Англии, означало автоматическое участие «Ливерпуля» в Кубке обладателей Кубков в сезоне 1965/66 года. В том розыгрыше турнира, «красные» прошли на один этапе дальше, чем в предыдущим сезоне. Дойдя до финала, где предстояло встретиться с немецкой «Боруссии» Дортмунд. Основное время матча, не выявило победителя, закончившись со счётом 1:1. В дополнительное время, единственный гол забил Райнхард Либуда, на 107 минуте матча. Принеся Дортмунду победу в КОК. Защита Кубка Англии, закончилась уже 3-м раунде, поражением от «Челси». Провалы в кубковых соревнованиях, были компенсированы победой в чемпионате. Ключевой игрой, стала победа над «Челси» в конце апреля, которую принес дубль Роджера Ханта.
Следующие пару сезонов, стали менее успешными для клуба. Ливерпуль вернулся в Кубок чемпионов в сезоне 1966/67, но закончил выступления в нём, уже 2-м раунде. Проиграв по сумме двух встреч, амстердамскому «Аяксу» (7:3). В чемпионате команда выступила также разочаровывающе, заняв 5-е место. Главным событием сезона, стало подписание будущего капитана команды, Эмлина Хьюза, за 65 тыс. фунтов.
Сезон 1967/68, «красные» начали успешно. Идя на втором месте, с трёхочковым отставанием от «Манчестер Юнайтед». Но участие, попутно ещё в Кубке Ярмарок, Кубке Англии и Кубке Лиги, плохо сказались на дальнейшем выступление команды в чемпионате. Ливерпуль закончил его на третьем месте, пропусти вперед и будущего победителя «Манчестер Сити». За сезон, команда провела 59 официальных матчей, не придя к успеху ни в одном из них. Максимальным достижением в кубках, был 1/4 финал Кубка Англии.
В следующем сезоне, Ливерпуль улучшил положение в чемпионате. Взамен, провалившись в кубковых соревнования. Но команда не смогла вернуться в Кубок чемпионов, заняв второе место с шестиочковым отставанием от «Лидс Юнайтед». Также сезон стал одним из ключевых для Шенкли, поскольку многие игроки входившие в обойму команды, покинули её. Завершая игровую карьеры или уходя в другие клубы. Джерри Берн, завершил карьеру игрока, после нескольких сезонов в Ливерпуле, проведя 273 матча в чемпионате. Перед Шенкли стояла задача заменить его. Заменил его подписанием Хьюза, также сезонами ранее подписал Рэя Клеменса, хотя трансферы у него не всего выходили. Так был приобретен, Тони Хейтли за рекордные 96 тыс. фунтов у «Челси». Из-за постоянных травм и плохой игровой формы, он был продан спустя год в «Ковентри Сити». По ходу сезона 1968/69, был приобретен Алан Эванс за 100 тыс. фунтов у «Вулверхэмптон Уондерерс». Это была рекордная сумма для подростков в то время, но постоянные травмы помешали ему заиграть за «красных».
Сезон 1969/70, также стал одним из последних для ключевых игроков в прошлом. Включая Ханта, Сент-Джона и Йейтса, сыгравших последний матч за клуб. В шестом раунде Кубка Англии, «Ливерпуль» проиграл «Уотфорду». По убеждению Шенкли, то было причиной некоторые ветераны команды. Тем не менее, это не помешало хорошо стартовать Ливерпулю в чемпионате, где они не проигрывали ни одного матча вплоть до поражения 0:1 от «Манчестер Юнайтед». Но плохая игровая форма возрастных игроков не позволила продолжить победную поступь, команда финишировала всего лишь пятой. В кубковых соревнованиях «красных» тоже ожидал провал: вылет на ранних стадиях Кубка лиги и Кубка Ярмарок.

## Переходный период
В начале сезона 1970/71, Шенкли стал формировать новую команду из молодых игроков. В результате, средний возраст игроков стал 22 года. Игроки, приобретенные в конце прошлого сезона (Клеменс, Ларри Ллойд, Алек Линдсей и Стив Хейвей), начали приживаться в команде. Также у «Кардифф Сити» был приобретен Джон Тошак на замену Ханту. «Ливерпуль» не смог улучшить результаты в чемпионате, заняв 5-е место. Зато снова удачно сыграл в кубковых турнирах. В Кубке Ярмарок «красные» дошли до полуфинала, проиграв по сумме двух матчей Лидсу. В Кубке Англии команда также дошла до финала, где, несмотря на то что «Ливерпуль» считался фаворитом, уступила в дополнительное время 2:1 «Арсеналу». Тем самым позволив «канонирам», впервые в истории английского футбола, оформить классический дубль.

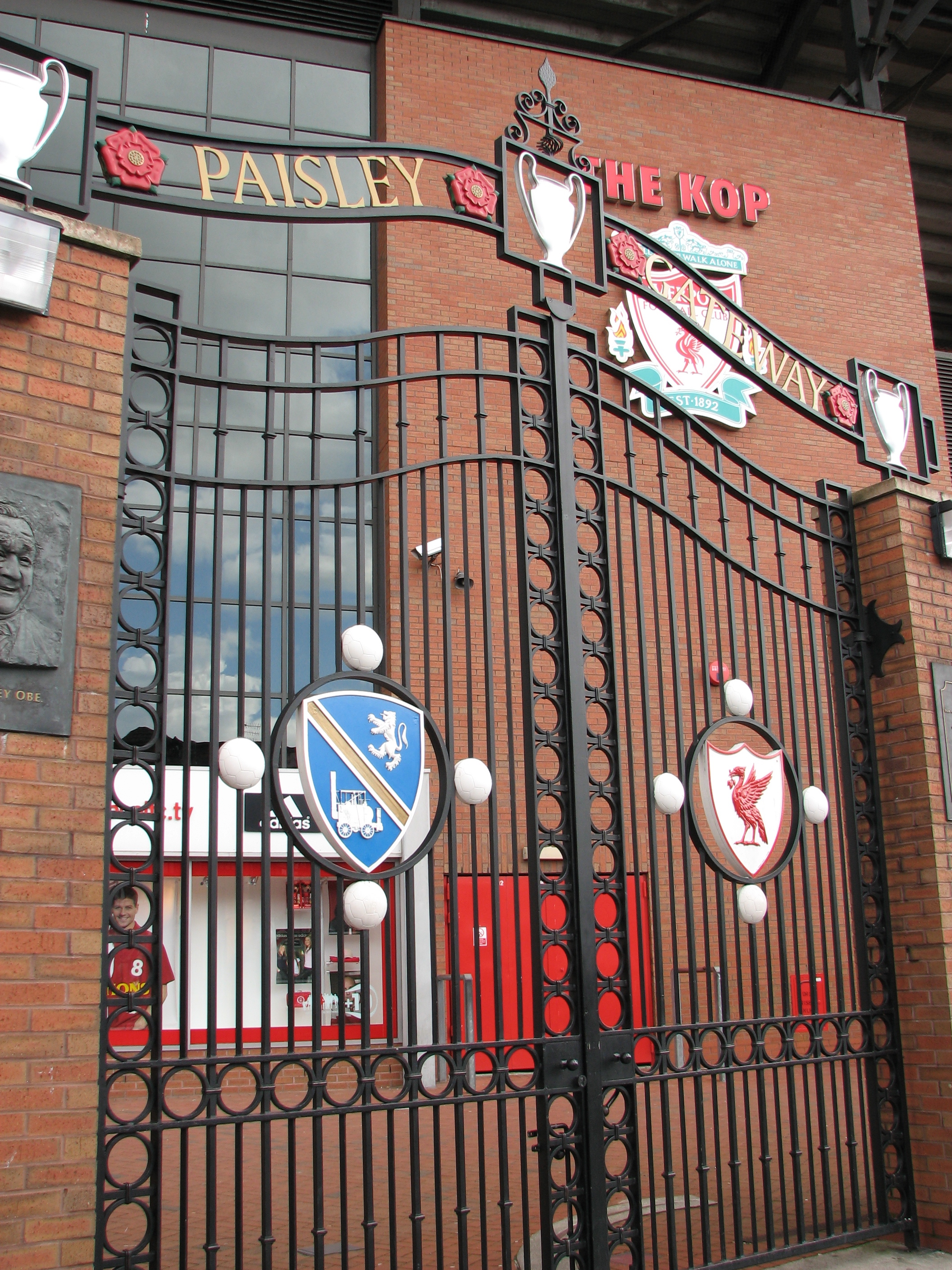
«Ворота Пейсли», поставлены в честь самого успешного тренера в истории клуба, Боба Пейсли.

Перед финальной игрой с «Арсеналом», Шенкли подписал Кевина Кигана из «Сканторп Юнайтед». Его влияние на матч было ключевым, так он забил гол уже 12-й минуте свой дебютной игры. Появление Кигана в составе команды, помогло улучшить результаты в чемпионате. В заключительном туре сезона 1971/72 «Ливерпулю» нужно было переиграть «канониров» для победы в чемпионате. Но команда не смогла выиграть и итоге осталась на втором месте, а чемпионом стал «Дерби Каунти». В сезоне 1972/73 обновленная команда Шенкли все-таки победила в чемпионате Англии, а также впервые выиграла еврокубок, одержав победу в финале Кубка УЕФА.

## Традиция побед

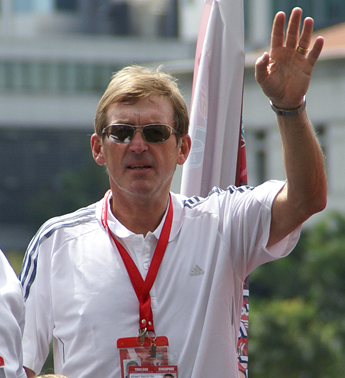
Кенни Далглиш, забил победный гол в финале Кубка чемпионов 1978 года.

Сезон 1975/76 с самого начала не задался. В стартовой игре «Ливерпуль» проиграл «Куинз Парк Рейнджерс» 2:0. Дела красных в чемпионате не улучшались до середины октября, когда были проиграны 6 из 12 матчей. Но Ливерпуль улучшил своё положение в чемпионате во второй половине сезона. Так, в конце сезона, команда потеряла очки лишь в одной из девяти игр. Перед заключительным туром красные уступали в турнирной таблице лишь КПР. Победа над «Вулверхэмптон Уондерерс» могла принести титул чемпиона, так как «Куинз Парк Рейнджерс» уже сыграл свой матч. Ливерпуль проиграл первый тайм, но после перерыва переломил ход игры и выиграл матч 3:1, став чемпионом Первого Дивизиона. В кубке Англии и кубке Лиги команда вылетала в ранних раундах. В Кубке УЕФА красные дошли до финала, где по сумме двух матчей переиграли Брюгге 4:3.
Сезон 1976/77 команда начала хорошо. Проиграли всего лишь два раза в первых шести матчах чемпионата. Положив начало успешному выступлению в турнире с сентября. В рождественский уикенд Ливерпуль потерпел разгромное поражение 5:1 от Астон Виллы, но это не помешало выиграть 10-й титул чемпиона Англии. Также команда продолжила успешное выступление в Европе, впервые выиграв Кубок европейских чемпионов. Переиграли в финале Боруссию Мёнхенгладбах. Поражение в финале Кубка Англии от Манчестер Юнайтед 1:2 не позволило красным оформить классический требл, как первой английской команде.
Перед началом сезона 1977/78 Кевин Киган был продан в Гамбург за 500 тысяч фунтов стерлингов. На его место Пейсли подписал Кенни Далглиша из шотландского Селтика, ставшего ключевым игроком Ливерпуля в следующих сезонах.

## Триумф и трагедия
После 5-го места в предыдущем сезоне главной целью Ливерпуля было возвращение титула чемпиона. В межсезонье команду покинул вратарь Рей Клеменс, перешедший в Тоттенхэм. Его сменил Брюс Глоббелар. Начало нового сезона оказалось провальным, команда проиграла стартовый матч сезона и сыграла вничью ряд других. Положение красных в чемпионате не улучшалось вплоть до конца декабря, Ливерпуль одержал всего лишь 6 побед в 17-и турах. Клуб занимал место в нижней части турнирной таблицы. Игра улучшилась во второй части чемпионата, включая серию матчей из 11 побед подряд, что означало возвращение титула с четырёхочковым отрывом от Ипсвич Таун.

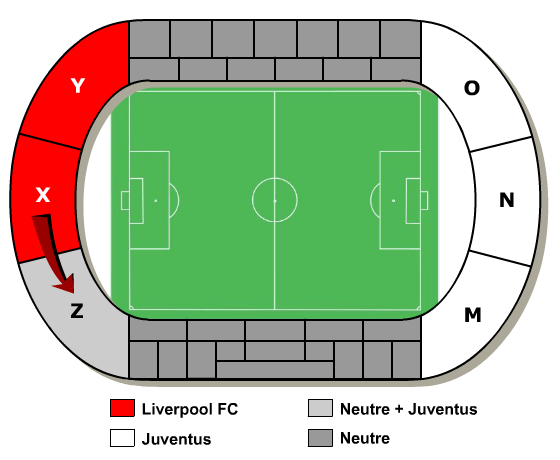
План стадиона «Эйзель», где показана часть стадиона, в момент катастрофы.